# 老人性難聴
老人性難聴（ろうじんせいなんちょう）とは、加齢が原因の聴覚障害のことである。感音性難聴が多い。一般的には「耳が遠い」という言い方をする。中途失聴者とは異なる。
聴覚に関わる細胞の減少・老化により、聴力が低下する。通常は50歳を超えると聴力が急激に低下し、60歳以上になると会話の面で不便になり始める。しかし、進行状況は個人差が大きいので、40代で補聴器が必要になる人もいれば、80代を超えてもほとんど聴力が低下しない人もいる。
老人性難聴は、低音域ではあまり聴力の低下はないようである（とはいえ、進行すれば中・低音域もやや聞こえづらくなる場合も多い）が、高音域においての聴力低下が非常に顕著であり、そのため子音を含む人間の言葉（特に「あ」行や「さ」行が正しく聞き取れない事が多い）が聞き取りにくくなり、特に女性の声ではそれが顕著である。そのためドアの開く音とか車のエンジンの音、足音などといった物音に非常に鋭敏になるという特性もある。また雑踏の中などのように、複数の音が錯乱している中での会話などが聞きづらくなったり、レコードを掛けていたり、映画などを鑑賞中、音楽で高音域が聞こえづらくなり、ぼやけて聞こえるなどの現象も自覚するようになる。
補聴器をつける事で、会話の不便さはある程度改善される。
老化以外の原因で聴力が低下した「中途失聴」とは区別する。